# DHK Baník Most
DHK Baník Most er en tjekkisk håndboldklub, der kommer fra Most i Tjekkiet. Klubben spiller for tiden i Tjekkiets første liga. Klubben blev grundlagt i 1997 og har hjemmebane i Sportovní Hale, Most.

## Resultater

### Nationalt
- Tjekkiets første liga:
  - Guld: 2013, 2014, 2015, 2016, 2017

### International
- EHF Challenge Cup:
  - Vinder: 2013

## Spillertruppen 2022-23
| Målvogtere - 21 Ellen Janssen - 31 Dominika Müllnerová - 32 Jana Kašparová Fløjspillere LW - 09 Adéla Stříšková - 22 Lucia Mikulčík - 71 Sofie Behenská RW - 33 Tereza Eksteinová - 73 Barbora Kroftová Stregspillere - 08 Michaela Holanová - 91 Daria Somionka | Bagspillere LB - 11 Veronika Andrýsková - 14 Tatiana Šutranová - 16 Ema Veselovská - 17 Adéla Pokorná - 25 Charlotte Cholevová - 28 Adéla Protivová CB - 24 Valentina Schüllerová - 81 Katarina Kostelná - 96 Veronika Mikulášková RB - 38 Valeria Smetková - 74 Marie Poláková |